# Molen van Bets

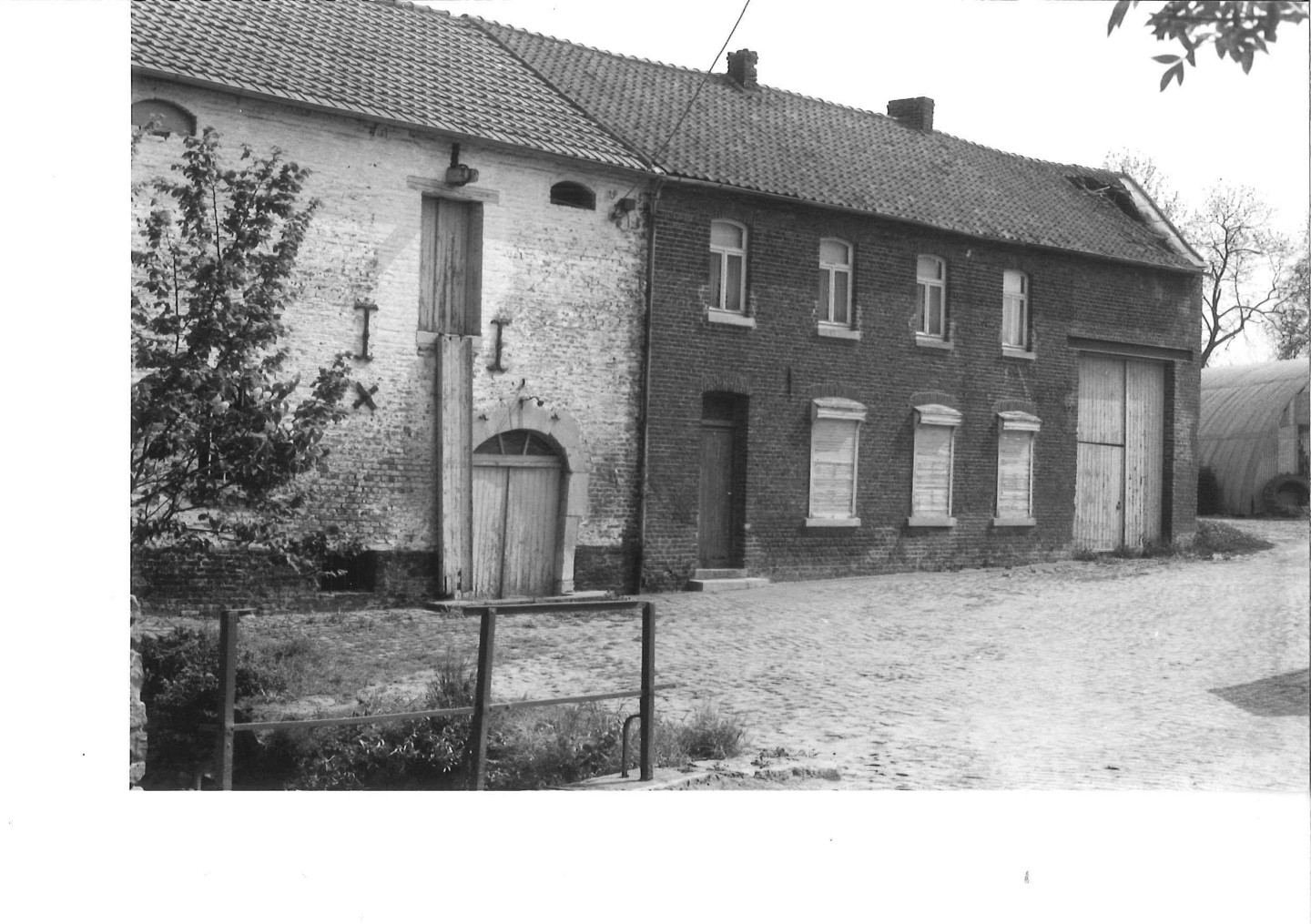
Molen van Bets

De Molen van Bets is een watermolen in de tot de Vlaams-Brabantse gemeente Landen behorende plaats Walsbets, gelegen aan de Beekstraat 2.
Deze bovenslagmolen op de Dormaalbeek fungeerde als korenmolen.

## Geschiedenis
De molen werd gebouwd in 1739 en in de 19e eeuw werd het molenhuis nog vergroot. Het molenhuis is gebouwd in baksteen met gebruik van arduin voor de hoekkettingen en de omlijsting van het korfboogportaal.
In 1964 werd het metalen rad verwijderd terwijl ook het sluiswerk toen verdween. In 1974 werd het binnenwerk verwijderd en werd het molenhuis tot woonhuis omgebouwd.